# 林兴禄
林兴禄（1962年12月—），福建永定人，汉族，中国共产党党员。中华人民共和国政治人物、第十三届全国人民代表大会福建省代表。

## 生平
2018年，林兴禄被选为福建省出席第十三届全国人民代表大会代表。
2022年1月，当选为福建省第十三届人大常委会财经委员会主任委员。